# 펠리시아의 여행
펠리시아의 여행(Felicia's Journey)은 영국에서 제작된 아톰 에고이안 감독의 1999년 드라마, 스릴러 영화이다. 밥 호스킨스 등이 주연으로 출연하였고 브루스 데이비 등이 제작에 참여하였다.

## 출연

### 주연
- 밥 호스킨스
- 아시니 칸지안
- 일레인 캐시디

### 조연
- 쉐일라 리드
- 니즈워 카라니
- 앨리 야신
- 피터 맥도날드

## 제작진
- 원작자: 윌리엄 트레버
- Ass-PD: 카렌 레빈 글래저
- Co-PD: 로버트 란토스
- 미술: 짐 클레이
- 의상: 샌디 파웰
- 배역: 레오 데이비스